# Чинел
Чинелите са музикални перкусионни инструменти от групата на идиофоните. Употребяват се като част от комплекта барабани, както и като част от симфоничните оркестри.
Видове чинели: оркестрови чинели, десен чинел (продължително отзвучаване и топъл, плътен звук), педален чинел (хай-хет, фус), краш чинел, сплаш чинел, китайски чинел, капсулиран чинел и плосък чинел.